# Jardín de amapolas
Jardín de amapolas es una película dramática colombiana de 2012 dirigida y escrita por Juan Carlos Melo Guevara y protagonizada por Luis Burgos, Carlos Hualpa, Juan Carlos Rosero, Luis Lozano y Paula Páez. Narra la historia de Emilio, un campesino que se ve forzado a trabajar en cultivos ilícitos para mantener económicamente a su familia. Ganó premios en Argentina, Francia, Suiza, Estados Unidos y Colombia y fue exhibida en reconocidos eventos como el Festival de Cine de Locarno, Festival de Cine de Varsovia y Festival de Cine de La Habana.

## Sinopsis
Emilio es un campesino de mediana edad que vive en su finca junto a su hijo Simón. Sin embargo, un grupo armado toma la zona y obliga a esta pequeña familia a emigrar hacia otros lugares. Preocupado por el bienestar de su hijo, Emilio se ve obligado a laborar en cultivos ilícitos de amapola pertenecientes a un narco de la región conocido como Ramiro. 

## Reparto
- Luis Burgos
- Carlos Hualpa
- Juan Carlos Rosero
- Luis Lozano
- Paula Páez